# Shotgun Express
Shotgun Express war eine kurzlebige britische Rockband, die von 1966 bis Anfang 1967 nur einige Monate lang bestand. Mitglieder waren Beryl Marsden (Gesang), Rod Stewart (Mundharmonika, Gesang), Peter Bardens (Keyboard), Peter Green (Gitarre, später durch John Moorshead und dann Phil Sawyer ersetzt), Dave Ambrose (Bass) und Mick Fleetwood (Schlagzeug).
Die Band brachte im Oktober 1966 die Single I Could Feel the Whole World Turn Round heraus. Bedeutung hatte die Gruppe vor allem als Sprungbrett für die Karrieren der einzelnen Bandmitglieder: Rod Stewart ging zur Jeff Beck Group, Green und Fleetwood schlossen sich John Mayall und seinen Bluesbreakers an, bevor sie Fleetwood Mac gründeten, und Bardens spielte bei The Love Affair und gründete dann Village.